# Эскуинтла (департамент)
Эскуи́нтла (исп. Escuintla) — один из 22 департаментов Гватемалы. Административным центром является город Эскуинтла. Департамент занимает площадь 4384 км², расположен в низменных прибрежных районах на юге страны. Граничит на западе с департаментом Сучитепекес, на севере с департаментами Чимальтенанго, Сакатепекес и Гватемала, на востоке с департаментом Санта-Роса.

## Муниципалитеты
В административном отношении департамент подразделяется на 13 муниципалитетов:
- Эскуинтла
- Гуанагасапа
- Истапа
- Ла-Демокрасия
- Ла-Гомера
- Масагуа
- Нуэва-Консепсьон
- Палин
- Сан-Хосе
- Сан-Висенте-Пакайя
- Санта-Лусия-Котсумалгуапа
- Сикинала
- Тикисате